# Cogolin
 Cogolin  es una población y comuna francesa, que se encuentra en la región de Provenza-Alpes-Costa Azul, departamento de Var, en el distrito de Draguignan y cantón de Grimaud.

## Demografía
| 2665 | 3292 | 4577 | 5639 | 7976 | 9079 |
| Para los censos de 1962 a 1999 la población legal corresponde a la población sin duplicidades (Fuente: INSEE [Consultar]) |      |      |      |      |      |